# Аратук (река)
Арату́к (также Джельман, Джалман; укр. Аратук, крымскотат. Aratuq, Аратукъ) — маловодная река (балка) в пределах внутренней гряды Крымских гор, на территории Симферопольского района, левый приток Салгира. Длина водотока 10,0 километров, площадь водосборного бассейна — 31,5 км².

## География
Река берёт начало на северных склонах Внутренней гряды Крымских гор, на водоразделе Салгира и Альмы, течёт по дуге: вначале на северо-эапад, затем изгибается на северо-восток. У реки, согласно справочнику «Поверхностные водные объекты Крыма», 4 безымянных притока, один из которых, длиной 5,1 километра с площадью водосборного бассейна 5,59 км², впадающий справа в 1 километре от устья, подписан на картах, как балка Русацкая. Аратук впадает в Салгир в 195,0 километрах от устья в селе Пионерское, водоохранная зона реки установлена в 100 м, притока-балки — 50 м. Оба варианта названия Аратук и Джалман (Джельман, похоже, просто искажение второго) происходят от старых названий находившихся в небольшой долине селений Татар-Джолман, Ички-Джолман, Джалман-Аратук.